# Мусат, Борис Ильич
Бори́с Ильи́ч Муса́т (1 июня 1932, Донецк — 9 февраля 2011, Красноярск) — советский и российский скульптор, Заслуженный деятель искусств РСФСР (1991), член-корреспондент Петровской академии наук и искусств, профессор кафедры рисунка, живописи и скульптуры КрасГАСА (с 1989 года), кавалер орден Почёта (1997) и ордена Дружбы (2008), почётный гражданин города Красноярска (2007).

## Биография
Родился в 1932 году в городе Донецке. В 1947 году поступил в Симферопольское художественное училище им. Н. С. Самокиша, по окончании которого с 1951 по 1955 годы проходил службу в Советской армии. В 1956 году поступил в Институт живописи, скульптуры и архитектуры им. И. Е. Репина, окончив который (в 1962 году) остался ещё на три года в аспирантуре под руководством М. К. Аникушина.
С 1966 года — член Союза художников СССР. В 1970—1977 — заведующий кафедрой изобразительного искусства Карагандинского педагогического института, где был удостоен учёного звание доцента (1972). В 1978—1980 — заведующий кафедрой декоративно-прикладного искусства Красноярского института искусств; с 1982 года — доцент, с 1989 — профессор кафедры рисунка живописи и скульптуры Красноярского инженерно-строительного института (КИСИ).
В 1988 году проект памятника воинам-интернационалистам в Красноярске (совместно с архитектором С. М. Геращенко) был удостоен первой премии.
В 1991 году Б. И. Мусату присваивается учёное звание профессора. С 1998 — член-корреспондент Международной академии наук Высшей школы.
С 2009 года — профессор кафедры скульптуры в Красноярском государственном художественном институте, главный консультант по скульптуре и рисунку.
Скончался 9 (по информации СМИ — 10) февраля 2011 года.
Жена — Раиса Павловна Мусат, искусствовед, кандидат искусствоведения, доктор философских наук, доцент кафедры информационных технологий в креативных и культурных индустриях Гуманитарного института Сибирского федерального университета.

## Премии и награды
- 1991 — Почётное звание «Заслуженный деятель искусств РСФСР»
- 1996 — Диплом Российской академии художеств
- 1997 — Государственная награда «Орден Почёта»
- 1997 — Государственная награда Медаль «В память 850-летия Москвы»
- 2002 — Медаль Русской Православной Церкви преподобного Сергия Радонежского 1 степени
- 2002 — Золотой знак «Герб города Красноярска»
- 2003 — Знак Законодательного Собрания Красноярского края «Признание»
- 2003 — Знак «Почётный работник высшего и профессионального образования Российской Федерации»
- 2004 — Знак «За заслуги перед городом Красноярском»
- 2004 — Медаль «За ратную доблесть»
- 2004 — Памятная медаль «15 лет вывода Советских войск из ДРА»
- 2004 — Диплом лауреата и премия «Наследие», г. Красноярск
- 2005 — Диплом Российской Академии художеств
- 2005 — Диплом Союза художников России
- 2007 — Звание «Почётный гражданин города Красноярска» в знак признания высоких заслуг перед городом.
- 2008 — Государственная награда «Орден Дружбы»
- 2008 — Памятный знак «За служение на благо города Красноярска»